# اوتارا باوکار
اوتارا باوکار (انگلیسی: Uttara Baokar) هنرپیشه اهل هند بود.
وی برنده جوایزی همچون جایزه ملی فیلم بهترین بازیگر نقش مکمل زن شده‌است.

## فیلم‌شناسی
- تماس (۱۹۸۷)
- ناگهان، یک روز (۱۹۸۹)
- سرداری بگم (۱۹۹۶)
- ارثیه شوم (۱۹۹۹)
- تو مرا دیوانه کردی (۲۰۰۶)[۱]
- رشته (۲۰۰۶)
- بیا برقصیم (۲۰۰۷)
- تصویر ۸×۱۰ (۲۰۰۹)
- سمهیتا (۲۰۱۳) (مراتی)